# Marcus Pfeiffer
Marcus Pfeiffer (* 1981 in Ebersberg, Oberbayern) ist ein deutscher Drehbuchautor.

## Leben
Marcus Pfeiffer wuchs zusammen mit einer jüngeren Schwester in Oberbayern auf. Er spielte in seiner Jugend beim TSV 1860 München Fußball sowie in der deutschen Jugendnationalmannschaft. Im Jahr 2000 gewann er mit seiner satirischen Show Die junge Wochenshow einen Förderpreis des Deutschen Jugendfilmpreises.
Nach seinem Abitur studierte er Kommunikationswissenschaft an der Ludwig-Maximilians-Universität München. Anschließend war er als Werbetexter bei der Werbeagentur Ogilvy & Mather in Frankfurt tätig, wo er bereits als Junior-Texter für eine Ikea-Facebook-App einen Löwen beim Cannes Lions Festival gewann. Zuletzt war er Creative Director bei Jung von Matt in Hamburg.
Insgesamt gewann er in seiner Laufbahn als Werbetexter über 50 nationale und internationale Kreativ-Preise, darunter zwei Cannes-Löwen und einen Grand Prix der New York Festivals.
2019 gewann er als Stipendiat der DrehbuchWerkstatt München (HFF München) beim Filmfest München mit seinem Drehbuch „Beckenrand Sheriff“ den Tankred-Dorst-Preis für das beste Drehbuch. Dieses Drehbuch wurde vom FilmFernsehFond Bayern und der Filmförderungsanstalt gefördert und von Regisseur Marcus H. Rosenmüller 2020 als Komödie fürs Kino verfilmt. 2022 erhielt der Film den Bayerischen Filmpreis in der Kategorie „Beste Darstellerin“ für Johanna Wokalek.
2023 verfilmte Ed Herzog die von Pfeiffer entwickelte und geschriebene 8-teilige Comedy-Serie "Viktor bringt's" für Amazon Prime mit Moritz Bleibtreu und Enzo Brumm in der Hauptrolle, die 2025 für den Grimme-Preis nominiert wurde.
Gegenwärtig lebt er in München.

## Filmografie
- 2024: Ein Münchner im Himmel (Kino-Komödie, Regie: David Dietl, Produktion: Wiedemann & Berg)[13]
- 2023: Viktor bringt’s (Amazon-Prime-Serie, 8 Folgen, Regie: Ed Herzog)[10]
- 2022: Himmel, Herrgott, Sakrament (BR/ORF-Serie, 3 Folgen, Regie: Franz Xaver Bogner)[14]
- 2021: Beckenrand Sheriff (Kino-Komödie, Regie: Marcus H. Rosenmüller)
- 2017: Be the one who dares (weltweiter TV-Spot für BMW, Regie: Manu Cossu)
- 2016: Training mit Ralf Moeller (Webisodes für Real, Regie: Dennis Gansel)
- 2000: Die junge Wochenshow (satirische Wochenshow, Regie: Marcus Pfeiffer)

## Auszeichnungen
- 2025: Grimme-Preis-Nominierung für "Viktor bringt's" in der Kategorie "Unterhaltung"[15]
- 2022: Bayerischer Filmpreis für „Beckenrand Sheriff“ in der Kategorie „Beste Darstellerin“ für Johanna Wokalek[9]
- 2019: Tankred Dorst Preis für „Beckenrand Sheriff“ als bestes Drehbuch am Filmfest München 2019[16]
- 2000: Deutscher Jugendfilmpreis für „Die junge Wochenshow“[1]